# 810-talet f.Kr.

## Händelser
- 817 f.Kr. – Pedubastis I utropar sig till farao av Egypten och grundar därmed den tjugotredje dynastin.
- 814 f.Kr. – Karthago grundas av drottning Dido i nuvarande Tunisien (traditionellt datum).
- 811 f.Kr. – Adad-nirari III efterträder sin far Shamshi-Adad V som kung av Assyrien.

## Födda
- 811 f.Kr. – Adad-nirari III, kung av Assyrien

## Avlidna
- 811 f.Kr. – Shamshi-Adad V, kung av Assyrien.